# Klara
Clara de noche je serijal stripa o Klari, prelijepoj prostitutki savršenog tijela, ali i samohranoj majci koja se brine za svog sinčića, sastavljen od kratkih, uglavnom dvostranih pričica, koju su Trillo, Maicas i Bernet kreirali za španjolski tjednik El Jueves. Strip je odmah postigao veliki uspjeh u Španjolskoj pa se ubrzo preselio i na stranice argentinskog tjednika "Pagina 12", a zatim i u talijanski Scorpio, da bi potom bio objavljivan u raznoraznim formatima i pod raznim imenima (od točnih prijevoda kao što su "Chiara di notte" u Italiji ili "Claire de nuit" u Francuskoj do marketinški motiviranih "Betty by the hour" u Americi ili samo "Betty" u Njemačkoj). Hrvatsko izdanje se zove Klara, što je svojevrsni kompromis između ova dva pristupa, iako bi možda efektnije i preciznije bilo "Jasna noću", no to bi bio problem jer jedna od glavnih ko-protagonistica je Klarina kolegica Jasnica (tj. Clarita u izvorniku), pa bi imena bila preslična.

## Podaci o strip junakinji
Noću je Klara izazovna, ženstvena, zamamnih oblina i vatrena pogleda, cinična, drska, strastvena, naivna, samouvjerena, iskusna profesionalka ali i romantična sanjarka, rasna prostitutka koja prodaje svoje tijelo svakome tko ga može platiti. Iz noći u noć kroz njen krevet prolaze svi mogući tipovi muškaraca, njenu ljubav može kupiti svatko, no u njenom srcu ima mjesta samo jednoga. Klara, danju, je samohrana majka koja se trudi podići svog sina Pericu (Paolito u izvorniku), zabrinuta kao i sve majke, nježna i brižna, nesigurna u to da li je njen život najbolje što može pružiti svom sinu, no svejedno hrabra i ponosna žena koja bi za sina napravila sve, žena koja bolne uspomene iz prošlosti rješava osmijehom i radošću životu, nikad se ne odričući optimizma i pozitivnog pogleda na bolje sutra. Upravo je ta bivalentnost ono što čini ovaj strip tako posebnim. Rafinirana erotika (no nikad vulgarna pornografija), hedonistička razuzdanost i seksualne vratolomije, gruba ironija te oštar i sarkastičan humor čine snažan kontrast sivoj svakodnevnici, tamnim i mračnim stranama života samohrane prostitutke s djetetom, suzama i jadu, predrasudama, licemjerju, osudi, lažnom moralu. Trillo ima jednu posebnu vrlinu, njegovi su likovi tako topli, stvarni i ljudski, tako da ni Klara nije izuzetak. Bez obzira na način života koji su joj autori nametnuli, ona je prvenstveno Žena pa tek onda prostitutka i kao što je to Darko Macan lijepo primijetio, ovaj strip je, iako to nitko ne bi na prvi pogled rekao, izrazito feministički, jer on je ustvari pogled jedne žene lišen bilo kakvih iluzija na muškarce i njihov svijet i kada se smijemo s Klarom, smijemo se uglavnom sebi samima. Od cijele plejade svih mogućih podvrsta ljudskog roda koji defiliraju Klarinim životom, možemo se prepoznati bar u nekome od likova/tipova karaktera koje je Trillo tako vješto secirao, pa ismijao.

## Podaci o autorima
Argentinski novinar, pisac, scenarist i publicist Carlos Trillo je, zajedno s Robinom Woodom, Paragvajcem irskog porijekla, jedan od najplodnijih, najraznovrsnijih i najcjenjenih strip scenarista iz Latinske Amerike. Paradoksalno, u zemlji kao što je bila Jugoslavija, sa snažnom strip scenom i nemalim brojem revija koje su objavljivali "autorski" strip, ova su dva autora, usprkos velikom broju mahom izvanrednih stripova, bila i ostala praktično potpuno nepoznata domaćoj strip publici. Jedini objavljeni strip nekog od ovo dvoje vrsnih autora je bio "Alvar Major" Carlosa Trilla i Enriquea Breccie.
Iz golemog Trillovog opusa (radi se o nevjerojatno plodnom i svestranom autoru koji je napisao nekoliko desetaka tisuća stranica stripa) može se izdvojiti nekoliko stripova: Spaghetti Brothers, gansterski strip o o neobičnoj mafijaškojoj talijanskoj obitelji u Americi tridesetih godina prošlog stoljeća koju je nacrtao Domingo Chaco Mandrafina i koju će na hrvatskom tržištu objaviti izdavačka kuća Libellus iz Zagreba. Zatim Loco Chavez, romantična komedija o novinaru i njegovim uzbudljivim i urnebesnim avanturama kojeg je crtao Horacio Altuna (crta erotskie stripova u Playboyu,). Slijedi El Negro Blanco (u Italiji preveden kao Bruno Bianco), nastavak Loco Chaveza koji je završen nakon što se Altuna preselio u Španjolsku, pa Locovo novinarsko mjesto zauzima Bruno Bianco, a kista se prihvatio Ernesto Garcia Seijas, još jedan iz plejade argentinskih majstora. Bruno Bianco uglavnom ima istu tematiku kao i Loco Chavez, dakle radi se i dalje o romantičnoj komediji, skoro pa sapunici tj. telenoveli kako je oni zovu, razlika je jedino u atmosferi koja je u Locu počesto pomalo melankolična i depresivna, i na najbolji način ocrtava stanje u Argentini tijekom diktature i ekonomske krize, dok je Bruno Bianco rađen u devedesetim pa su stvari ipak puno vedrije. Osim još pregršt vrlo uspjelih stripova u duetu s gore navedenim crtačima (pogotovo u tandemu s Altunom), Trillo je često uspješno surađivao s Eduardom Rissom (Video Noir, Boy Vampire, Fulu, Borderline, Chicanos, Simon i ostali), a   pogotovo s maestrom iz Barcelone, Jordi Bernetom, s kojim uspješno surađuje već dvadeset godina. Prvi zajednički rad im je bio Custer, vizionarski strip u kojem je glavna junaknja ujedno i glavni i jedini lik reality showa svemoćne televizijske mreže CBN. Zatim slijede "Light & Bold", "Ivan Piire", "Cicca Dum Dum" i "Clara de noche".